# Afrikansk knopgås
Afrikansk knopgås (latin: Sarkidiornis melanotos) er en andefugl, der lever i subsaharisk Afrika og det sydlige Asien. Den bliver undertiden opfattet som en underart af knopgåsen, ligesom amerikansk knopgås.